# Columbia (siêu lục địa)

Siêu lục địa Colombia khoảng 1,6 tỷ năm trước.

Columbia (còn được gọi là Hudsonland hoặc Nuna) là một siêu lục địa được đặt giả thuyết là đã từng tồn tại khoảng 1,8–1,5 tỷ năm trước (Ga) trong đại Cổ Nguyên Sinh (Paleoproterozoic), làm cho nó trở thành lục địa giả thuyết cổ nhất. Nó có lẽ bao gồm các tiền-nền cổ tạo ra các lục địa như Laurentia, Baltica, Ukraina, Khiên Amazon, Úc, và có thể cũng cả Siberia, Hoa Bắc và Kalahari. Nó được J.J.W. Rogers và M. Santosh đề xuất lần đầu tiên. Sự tồn tại của Columbia dựa trên các dữ liệu cổ từ trường

## Kích thước và vị trí
Columbia được ước tính có kích thước dài khoảng 12.900 km (8.000 dặm Anh) theo chiều từ Bắc xuống Nam và rộng khoảng 4.800 km (3.000 dặm Anh) tại những nơi rộng nhất của nó. Vùng duyên hải phía đông của Ấn Độ khi đó gắn với miền tây Bắc Mỹ, với miền nam Australia đối mặt với miền tây Canada. Phần lớn Nam Mỹ bị xoay đi sao cho rìa phía tây của Brasil ngày nay dàn hàng với miền đông Bắc Mỹ, tạo thành một rìa lục địa trải rộng vào rìa phía nam của Scandinavia.

## Tổ hợp và tích lũy

Sự trôi dạt của các lục địa

Columbia được tổ hợp dọc theo các kiến tạo sơn va chạm quy mô toàn cầu khoảng 2,0-1,8 Ga và chứa gần như mọi khối đất lục địa của Trái Đất. Các khối nền cổ tại Nam Mỹ và Tây Phi được nối lại bởi các kiến tạo sơn Transamazonia và Eburnea khoảng 2,1-2,0 Ga; các nền cổ Kaapvaal và Zimbabwe tại miền nam châu Phi bị va chạm dọc theo đai Limpopo khoảng 2,0 Ga; các khối nền cổ của Laurentia được ráp nối dọc theo các kiến tạo sơn Trans-Hudson, Penokea, Taltson–Thelon, Wopmay, Ungava, Torngat và Nagssugtoqidain khoảng 1,9–1,8 Ga; các nền cổ Kola, Karelia, Volgo-Uralia và Sarmatia (Ukraina) tại Baltica (Đông Âu) được nối với nhau bằng các kiến tạo sơn Kola–Karelia, Svecofennia, Volhyn-Trung Nga và Pachelma khoảng 1,9–1,8 Ga; các nền cổ Anabar và Alda tại Siberia được nối vào bởi các kiến tạo sơn Akitka và Trung Alda khoảng 1,9-1,8 Ga; khối lục địa Đông Nam Cực và một khối lục địa không rõ được nối bằng kiến tạo sơn liên Nam Cực; các khối Nam và Bắc Ấn Độ bị pha trộn dọc theo vùng kiến tạo Trung Ấn Độ; các khối đông và tây của nền cổ Hoa Bắc được nối cùng nhau bởi kiến tạo sơn liên-Hoa Bắc khoảng 1,85 Ga.
Sau sự kết nối cuối cùng của nó vào khoảng 1,8 Ga, siêu lục địa Columbia trải qua một sự phát triển kéo dài (1,8-1,3 Ga), liên quan tới hút chìm thông qua tích lũy tại các rìa lục địa quan trọng, hình thành một đai tích lũy macma lớn khoảng 1,8-1,3 Ga dọc theo khu vực rìa phía nam của Bắc Mỹ ngày nay, Greenland và Baltica. Nó bao gồm các đai 1,8-1,7 Ga như Yavapai, Central Plains (Trung Nguyên) và Makkovikia, các đai 1,7-1,6 Ga như Mazatzal và Labradoria, 1,5-1,3 Ga như St. Francois và Spavinaw và 1,3-1,2 Ga như Elzeviria tại Bắc Mỹ; đai Ketilidia 1,8-1,7 Ga tại Greenland; và đai đá lửa Transscandinavia 1,8-1,7 Ga, đai Kongsberggia-Gothia 1,7-1,6 Ga và đai Granit Tây Nam Thụy Điển 1,5-1,3 Ga tại Baltica. Các khối nền cổ khác cũng trải qua sự phát triển phần rìa vào cùng khoảng thời gian. Tại Nam Mỹ, khu vực tích lũy 1,8-1,3 Ga xảy ra dọc theo rìa phía tây của nền cổ Amazonia, đại diện là các đai Rio Negro, Juruena và Rondonia. Tại Australia, các đai macma tích lũy 1,8-1,5 Ga, như các đai Arunta, núi Isa, Georgetown, Coen và đồi Broken, xảy ra xung quanh các rìa phía nam và đông của nền cổ Bắc Australia và rìa phía đông của nền cổ Gawler. Tại Trung Quốc, khu vực macma tích lũy 1,8-1,4 Ga, gọi là đai (nhóm) Xiong'er, trải dài dọc theo rìa phía nam của nền cổ Hoa Bắc.

## Phân mảnh
Columbia bắt đầu phân mảnh vào khoảng 1,6 Ga, gắn liền với tách giãn lục địa dọc theo rìa phía tây của Laurentia (siêu nhóm Belt-Purcell), đông Ấn Độ (Mahanadi và Godavari), rìa phía nam của Baltica (siêu nhóm Telemark), rìa đông nam của Siberia (aulocogen Riphea), rìa tây bắc của Nam Phi (đai đồng Kalahari), và rìa phía bắc của khối Hoa Bắc (đai Zhaertai-Bayan Obo).
Sự phân mảng tương ứng với hoạt động macma không tạo sơn lan rộng, tạo thành hệ anorthosit-mangerit-charnockit-granit (AMCG) tại Bắc Mỹ, Baltica, Amazonia và Hoa Bắc, và tiếp diễn cho tới khi có sự tan vỡ cuối cùng của siêu lục địa vào khoảng 1,3-1,2 Ga, được đánh dấu bằng sự sắp đặt của các nham tường quần mafic như Mackenzie 1,27 Ga và Sudbury 1,24 Ga tại Bắc Mỹ.
Các mảng tách giãn hình thành nên siêu lục địa Rodinia vào khoảng 500 triệu năm muộn hơn. Các nghiên cứu gần đây về lịch sử tách giãn của Columbia có thể tìm thấy trong Configuration of the Late Paleoproterozoic supercontinent Columbia: insights from radiating mafic dyke swarms của Hou G., Santosh M., Qian X., Lister G.S., Li J. (2008).